# Sarcophaga aureifacies
Sarcophaga aureifacies är en tvåvingeart som beskrevs av Guilherme A.M.Lopes 1975. Sarcophaga aureifacies ingår i släktet Sarcophaga och familjen köttflugor. Inga underarter finns listade i Catalogue of Life.